# Tarvantovaara
Tarvantovaara är ett berg i Finland. Det ligger i Tarvantovaara ödemarksområde i Enontekis, i den ekonomiska regionen  Fjäll-Lappland  och landskapet Lappland, i den norra delen av landet, 900 km norr om huvudstaden Helsingfors. Toppen på Tarvantovaara är 582 meter över havet, eller 103 meter över den omgivande terrängen. Bredden vid basen är 2,7 km.
Terrängen runt Tarvantovaara är huvudsakligen platt.  Trakten runt Tarvantovaara är nära nog obefolkad, med mindre än två invånare per kvadratkilometer. Omgivningarna runt Tarvantovaara är i huvudsak ett öppet busklandskap.